# Moulin-musée Wintenberger
Le Moulin-musée Wintenberger est un musée appartenant à la commune de Frévent, se situant sur les bords de la Canche, consacré à la sauvegarde de la mémoire agricole du Ternois. Il abrite également la Maison du Tourisme de Frévent.

## Description
Le moulin

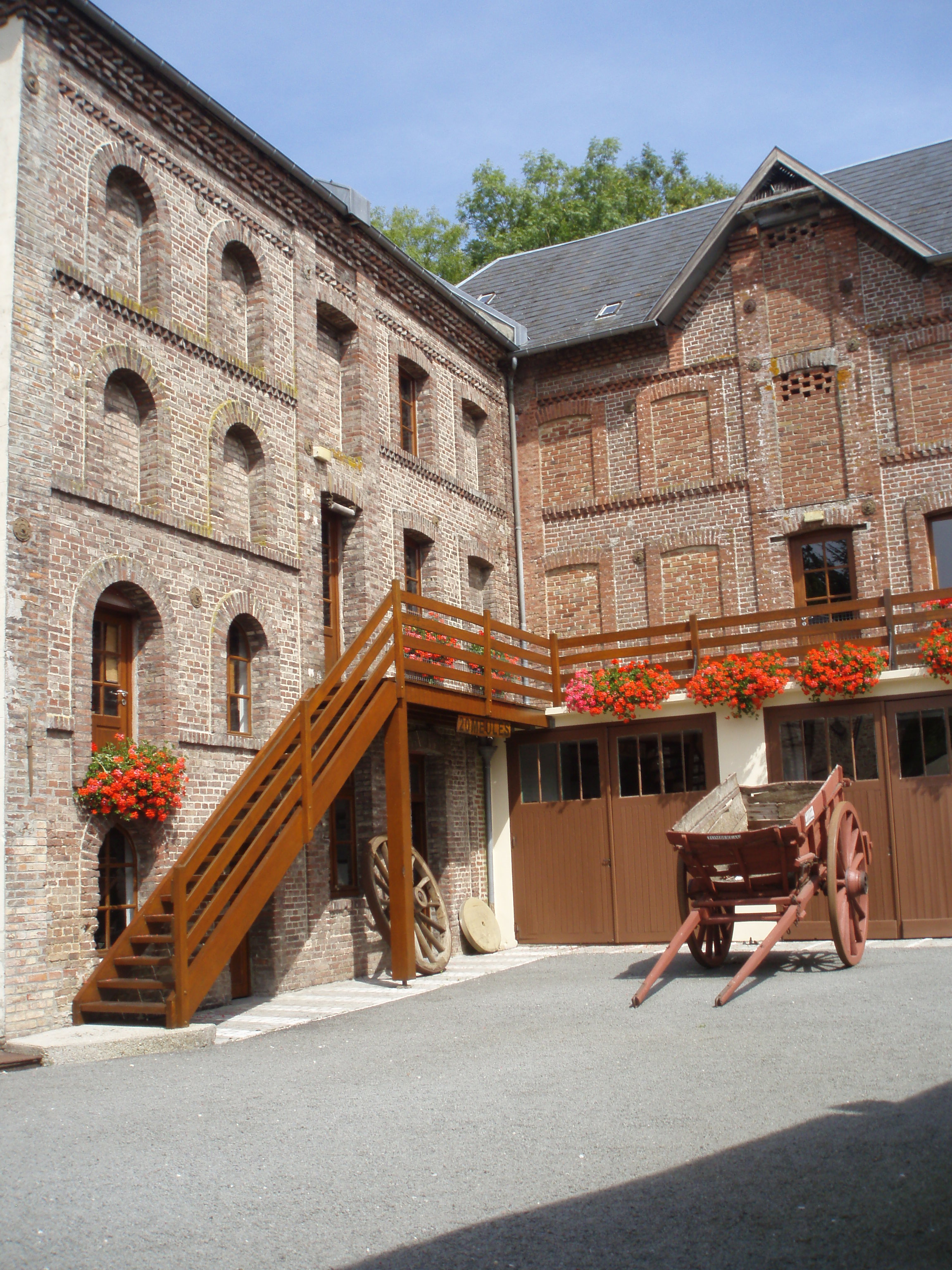
La cour intérieure

Le musée de matériel agricole Wintenberger se trouve dans l’ancien moulin à eau St-Vaast de la ville de Frévent. Frévent comptait 4 moulins au Moyen Âge, parfois doubles, et 2 moulins ont cohabité sur le site. Celui de la rive gauche, très ancien, situé à la confluence de la Canche et du ruisseau des Ayres, fut fondé par Adam, Chevalier de Frévent, puis a appartenu au Comte de Saint Pol. Il est devenu, avant la Révolution, la propriété de Charles de Rohan, Prince de Soubise et Maréchal de France. Son activité était principalement de moudre le blé. Son nom, moulin St Vaast, tire son origine de la paroisse dans laquelle il était installé (aux côtés de St Hilaire qui a conservé son ancienne église, et de St Chrisogone de l'abbaye cistercienne de Cercamp).
Il souffrira beaucoup des guerres des XVIe et XVIIe siècles. 
1773 : devient propriété de la République mais sera rendu à la princesse Armande de Rohan-Guémené.
1823 : repris par Mme Gavard, il sera loué à son beau-frère, puis à son neveu Charles Tiroloy, qui le laissera tomber en ruine.
1866 : vendu à De Reul-Vicart qui le restaure. Ses fils poursuivent sa reconstruction et il est agrandi vers 1886. Il se modernise et on remplace une partie de ses meules par des cylindres.
1905 : vendu à Mme Noël-Hébant qui le dirige elle-même. Lui succédera son beau-fils Petit-Noël en 1911 qui le modernise entièrement en moulin à cylindres. La roue est remplacée par une turbine en 1921, puis renforcée par un moteur diesel.
1952 : vendu à Paul Delhaye-Bourbiaux, qui le vend à la commune en 1953.
Depuis 1953, il fait partie des biens de la commune. Il sera entièrement rénové et transformé en musée en 1994 sous la direction de Mme Mighette Pruvost. Il est ouvert au public depuis 1998.

Le moulin de la rive droite, construit par François de Reul en 1874, a cessé de fonctionner en 1915. Son rôle consistait en le foulage des draps et le broyage du tan, l’écorce de chêne utilisée dans la préparation du cuir. Il sera transformé en magasin avant de disparaitre complètement.
La commune a demandé en 1994 une subvention auprès du Conseil Régional afin de restaurer une roue au moulin, proposition qui a été refusée.
Ses 24 salles contiennent une très importante collection d'outils anciens, de ferme ou de moulin, ainsi que des productions de l'industrie Wintenberger. Des centaines de photos, plans ou maquettes les accompagnent, retraçant le travail et la mémoire des générations d'ouvriers ou de paysans qui les ont utilisés.
Le musée propose, lors d'animations, de revivre les travaux agricoles au temps du cheval : le battage, la mouture du blé, le tressage des longes et des cordes...
Les Établissements Wintenberger 

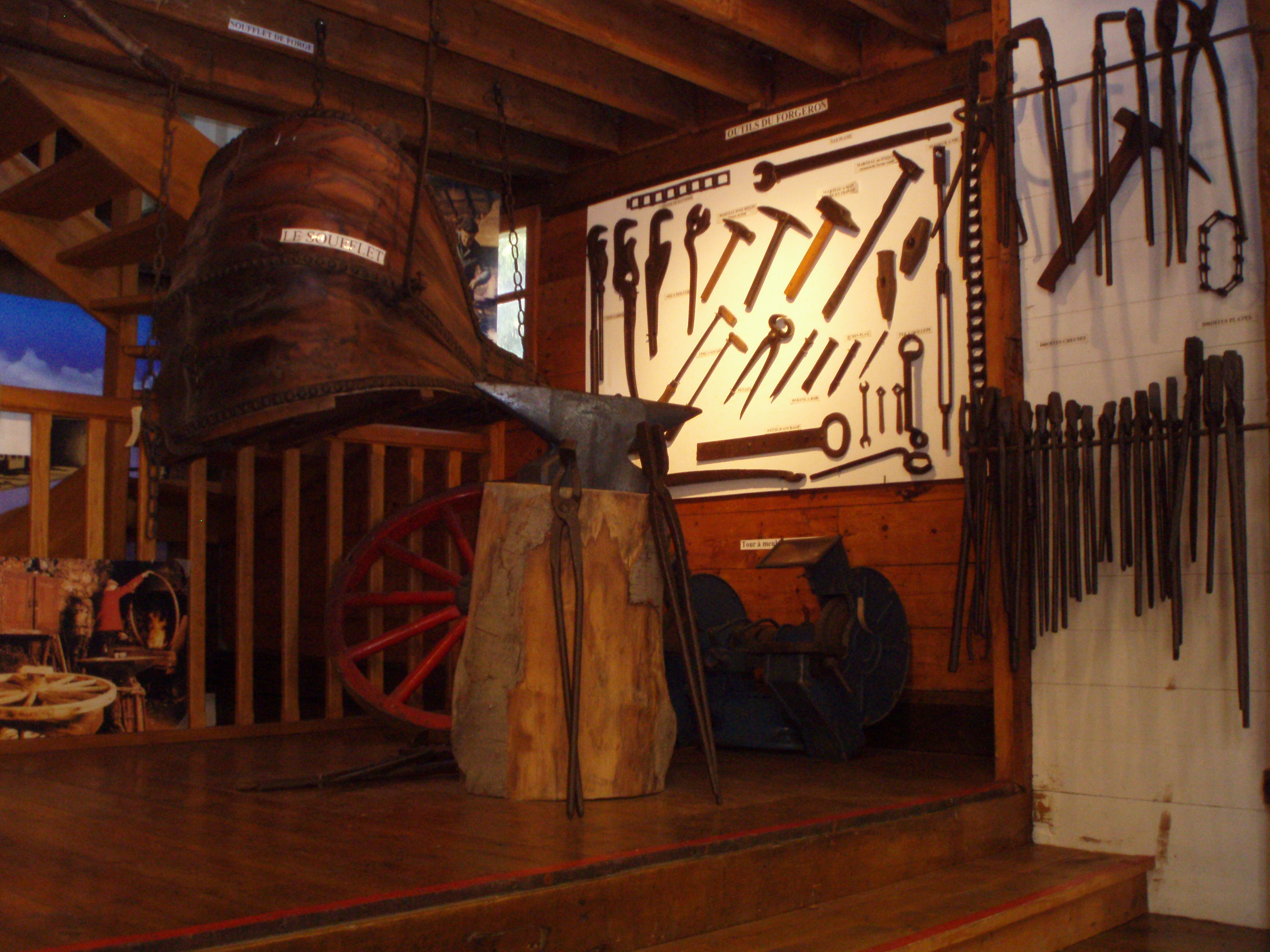
Les outils de la Forge

Les Ets Wintenberger sont une manufacture de constructeurs de machines agricoles.
Un mécanicien fondeur de Colmar, Bernard Wintenberger, implanta une petite fonderie à Frévent en 1837, rue des Gambettes, sur demande du Baron de Fourment, grand industriel filateur de laine. 
L'usine sera réquisitionnée en 1916 par l'armée française pour la fabrication d'obus. Les ateliers de montage seront totalement détruits lors des bombardements de 1944.
Le musée montre les nombreux prix obtenus par l'entreprise pour ses conceptions et réalisations dans le domaine du matériel agricole, et vous invite à en mesurer les progrès jusqu'à celui utilisé de nos jours.